# HD 187123 c
HD 187123 c (بالإنجليزية: HD 187123 c)‏ الذي يرمز له بالرمز HD 187123c، هو كوكب خارج المجموعة الشمسية، في كوكبة الدجاجة (كوكبة)، يتبع HD 187123 ‏.

## الاكتشاف
اكتشف في 31 أكتوبر 2006، وكانت طريقة الاكتشاف Doppler spectroscopy.